# الأزواج (فلم)
الأزواج (بالإنجليزية: Husbands) فيلم درامي كوميدي أمريكي لعام 1970 من تأليف وإخراج جون كاسافيتس، وقام ببطولته بن جزارا، وبيتر فالك، وكاسافيت في دور ثلاثة رجال من الطبقة الوسطى في لقاء، وحوار بعد وفاة صديق مقرب، في خضم أزمة منتصف العمر. قام بتوزيع الفيلم شركة كولومبيا بيكتشرز. حصل فيلم الأزواج على تقدير النقاد عند صدوره، ووصفه جاي كوكس من مجلة تايم بأنه أفضل أعمال كاسافيتس، لكن نقاد آخرين، بما فيهم الناقد فينسنت كانبي، وبولين كايل، وروجر إيبرت، انتقدوه.

## طاقم التمثيل
بن جازارا: في دور هاري
بيتر فالك: في دور آرتشي بلاك
جون كاسافيتس: في دور جاس ديمتري
جيني روناكري: في دور ماري تاينان
نويل كاو: في دور جولي
جيني لي رايت: في دور بيرل بيلينجهام
جون كولرس: في دور الأحمر
ميتا شو ستيفنز: في دور آني
ليولا هارلو: في دور ليولا
ديلوريس دلمار: في دور الكونتيسة
إليانور زي: في دور السيدة هاينز
كلير ماليس: في دور زوجة ستيوارت
بيجي لاشبروك: في دور ديانا مالابي
إليانور كودي جولد: في دور المغني نورماندي
بالاشتراك مع: سارة فيشر - بيل بريتن - آرثر كلارك - جوين فان دام.

## ملخص أحداث الفيلم
يعيش الثلاثة أزواج السعداء ظاهرياً، جوس، وهاري، وآرتشي مع عائلاتهم في إحدى ضواحي نيويورك. جميعهم رجال محترفون، وناجحون. الثلاثة يعرفون بعضهم البعض منذ سنوات الدراسة، لقد نشأوا معًا ولديهم الآن ما يكفي من الوقت لاكتشاف أن شبابهم يختفي وأنه لا يوجد شيء يمكنهم القيام به للحفاظ عليه. يتأثرون بمواجهة هذا الواقع عندما يموت صديقهم المقرب ستيوارت فجأة وبشكل غير متوقع بنوبة قلبية، وبعد الجنازة، يقضي الثلاثة معاً، يومين يتسكعون، ويلعبون كرة السلة، ويركبون المترو، ويشربون، ويشتركون في مسابقة غناء مرتجلة في حانة. يعود هاري إلى المنزل، ويخوض جدالًا شرسًا مع زوجته، ويقرر السفر إلى لندن، ويقرر الاثنان الآخران الذهاب معه.
يدخلون إلى فندق باهظ الثمن، يرتدون ملابس رسمية، ويلتقون بثلاث شابات في كازينو قمار. يعودون إلى غرفهم مع النساء. يندمج جوس مع ماري، وآرتشي مع جولي، وهي امرأة آسيوية شابة يبدو أنها لا تتحدث الإنجليزية، وهاري مع بيرل. تظل جهودهم للتواصل مع هؤلاء النساء محرجة وغير ناجحة.
يعود جاس، وآرتشي إلى نيويورك، لكن هاري يبقى في لندن. يعبر جوس وآرتشي عن قلقهما بشأن هاري وما سيفعله بدونهما.

## الإنتاج
صرح كاسافيتس أن «الأزواج» كان فيلمًا شخصيًا للغاية بالنسبة له، بعد أن عانى من فقدان أحد أفراد أسرته الأعزاء، وهو شقيقه الأكبر عن عمر يناهز 30 عامًا.
قام كاسافيتس بالحوار مع  بن جازارا، وبيتر فالك بطريقة مرتجلة ثم قام ببناء شخصيات الفيلم حول شخصيات الممثلين.
قال فالك إن كاسافيتس طلب منه الظهور في فيلم «الأزواج» في اجتماع غداء، ووافق فالك، كما وافق كاسافيتس على الظهور مع فالك في فيلم «ميكي ونيكي» للمخرجة إيلين ماي عام 1976.
قال فالك إنه ساهم مع جازارا في تكوبن سيناريو الأزواج، لكن القصة والهيكل والمشاهد ابتكرها كاسافيتس. اقترح فالك المشهد في نهاية الفيلم حيث يصل أرشي وجوس إلى المنزل، ويقسمان الهدايا. مشهد بين آرتشي، وجولي كان مرتجلًا في غرفة فندق، حيث كاسافيتس خلف الكاميرا، ولا يوجد طاقم آخر.

## استقبال الفيلم
عند إصدار «الأزواج»، تلقى مراجعات متباينة من النقاد. كتب جاي كوكس من مجلة تايم: «قد يكون أحد أفضل الأفلام التي سيشاهدها أي شخص على الإطلاق. إنه بالتأكيد أفضل فيلم يمكن أن يعيشه أي شخص على الإطلاق»، ووصفه بأنه فيلم مهم ورائع، ومن أفضل أعمال كاسافيتس، ورداً على ذلك، كتب الناقد روجر إيبرت من صحيفة شيكاغو صن تايمز: «أنه نادرًا ما أعطت مجلة تايم مراجعة أفضل لفيلم أسوأ»، ومنح إيبرت الفيلم اثنين من أصل أربعة نجوم، وكتب: «أنه يظهر ليس فقط مخرجًا مهمًا يفشل، ولكنه أيضا لا يعرف لماذا»، كما انتقد الارتجال، حيث كتب: «هناك مقاطع طويلة من الحوار يبدو أن الممثلين يحاولون فيها التفكير في شيء يقولونه».
وصفت بولين كايل من مجلة نيويوركر الأزواج: "فيلم طفولي ومهين".  وصف الناقد فنسينت كانبي، من صحيفة نيويورك تايمز، الفيلم بأنه "طويل بشكل لا يطاق"، وخلص إلى أن الشخصيات الثلاثة، وعندما ينتهي كل شيء، نجدهم متعبون، لكنهم ليسوا أكثر حكمة، وهو إلى حد كبير مضمون فيلم الأزواج".
كتب توني ماستروياني من صحيفة كليفلاند برس: «حوار الفيلم يتكون من أجزاء لثلاثة ممثلين يحاولون التفوق على بعضهم البعض. ما تم إنجازه غير منضبط وما أعطي لنا غير انتقائي. تعمل الكاميرا وتصور ببساطة كل ما يمر أمامها، والميكروفون يستمع، إنه مثل تصوير اسرة لفيلم منزلي ولكنه هنا بميزانية كبيرة».
أدرج جين سيسكل من شيكاغو تريبيون الفيلم في قائمته لأفضل 10 أفلام لهذا العام.
في تقييم حديث للفيلم، وصفه فيليب فرينش من صحيفة الأوبزرفر أنه: «متفاوت للغاية، وطويل بشكل مؤلم، وصادق للغاية، ويتضمن كراهية للنساء إلى حد كبير، ومضجر في بعض الأحيان، ومع ذلك، لا يوجد سطر حوار واحد لا يُنسى أو أي شيء قد يمر من أجل الذكاء. من ناحية أخرى، فإن هدايا كاسافيتس كمخرج للممثلين واضحة»، وعلى العكس من ذلك، وصف ريتشارد برودي من مجلة نيويوركر الفيلم قائلاً: «فيلم راديكالي رسميًا، عمل شخصي عميق يحمل الكثير من المفاجآت»، كما أعطى ديف كالهون من تايم اوت الفيلم مراجعة إيجابية، حيث منحه أربعة من أصل خمسة نجوم.
منح موقع الطماطم الفاسدة الفيلم تقييماً مقداره 64% بناءاً على آراء 33 ناقداً، ومنح موقع ميتاكريتيك الفيلم 66% بناءاً على آراء 16 ناقداً.
ترشح الفيلم لجوائز غولدن غلوب، الولايات المتحدة الأمريكية 1971، لجائزة أفضل سيناريو لجون كاسافيتس.

## روابط خارجية
- الأزواج على موقع IMDb (الإنجليزية)
- الأزواج على موقع ميتاكريتيك (الإنجليزية)
- الأزواج على موقع الموسوعة البريطانية (الإنجليزية)
- الأزواج على موقع روتن توميتوز (الإنجليزية)
- الأزواج على موقع نتفليكس (الإنجليزية)
- الأزواج على موقع ألو سيني (الفرنسية)
- الأزواج على موقع Turner Classic Movies (الإنجليزية)
- الأزواج على موقع أول موفي (الإنجليزية)
- الأزواج على موقع فيلمافينيتي (الإسبانية)
- الأزواج على موقع قاعدة بيانات الأفلام السويدية (السويدية)